# Gauss–Seidel-metoden
Gauss–Seidel-metoden er inden for lineær algebra en iterativ metode til at løses et lineært ligningssystem.
Metoden er opkaldt efter Carl Friedrich Gauss og Philipp Ludwig von Seidel.

## Metoden
Et lineært ligningssystem er givet ved:
{\displaystyle Ax=b}
hvor {\displaystyle A} er en {\displaystyle n\times n}-matrix , {\displaystyle b} er en {\displaystyle n\times 1}-vektor, og {\displaystyle x} er en ubekendt {\displaystyle n\times 1}-vektor. For at løse for {\displaystyle x} skal {\displaystyle A} inverteres, men det kan være svært eller umuligt. I stedet deler man i Gauss–Seidel-metoden {\displaystyle A} op i to matricer
{\displaystyle A=L+U\qquad {\text{hvor}}\qquad L={\begin{bmatrix}a_{11}&0&\cdots &0\\a_{21}&a_{22}&\cdots &0\\\vdots &\vdots &\ddots &\vdots \\a_{n1}&a_{n2}&\cdots &a_{nn}\end{bmatrix}},\quad U={\begin{bmatrix}0&a_{12}&\cdots &a_{1n}\\0&0&\cdots &a_{2n}\\\vdots &\vdots &\ddots &\vdots \\0&0&\cdots &0\end{bmatrix}}.}
Dermed bliver ligningssystemet:
{\displaystyle {\begin{aligned}Lx+Ux&=b\\Lx&=b-Ux\end{aligned}}}
Ved at invertere {\displaystyle L} kan metoden formelt skrives som
{\displaystyle x_{k+1}=L^{-1}(b-Ux_{k})}
hvor {\displaystyle x_{k}} er en iteration, og {\displaystyle x_{k+1}} er den næste iteration.
I praksis er metoden dog bedre gengivet elementvist som: 
{\displaystyle x_{i}^{(k+1)}={\frac {1}{a_{ii}}}\left(b_{i}-\sum _{j=1}^{i-1}a_{ij}x_{j}^{(k+1)}-\sum _{j=i+1}^{n}a_{ij}x_{j}^{(k)}\right),\quad i=1,2,\dots ,n.}